# 吉州 (金朝)
吉州，中国古代设置的一个州，治所在今山西省吉县。
金朝明昌元年（1190年）改耿州为吉州，治所在吉乡县（今山西省吉县）。辖境相当今山西省吉县、乡宁县等地。产铁，明朝初年有两个冶铁所。清朝雍正时改为吉州直隶州，乾隆三十七年（1772年）改为散州。1912年，吉州改为吉县。